# Chirocephalus robustus
Chirocephalus robustus är en kräftdjursart som beskrevs av G. I. Müller 1966. Chirocephalus robustus ingår i släktet Chirocephalus och familjen Chirocephalidae. Inga underarter finns listade i Catalogue of Life.